# Cousin (album)
Cousin è il tredicesimo album in studio della rock band americana Wilco, pubblicato il 29 settembre 2023 da dBpm Records. L'album è stato prodotto da Cate Le Bon, rappresentando la prima volta che la band si è avvalsa di un produttore esterno in oltre un decennio dall'album Sky Blue Sky del 2007. L'album è stato preceduto da due singoli: Evicted e la title track. Cousin ha ricevuto recensioni positive da parte della critica.

## Tracce
1. Infinite Surprise – 5:43
2. Ten Dead – 3:55
3. Levee – 4:11
4. Evicted – 3:29
5. Sunlight Ends – 3:53
6. A Bowl and a Pudding – 4:03
7. Cousin – 4:11
8. Pittsburgh – 5:14
9. Soldier Child – 4:17
10. Meant to Be – 3:55